# François Villon
François Villon (Parijs (?), 1431 – in of na 1463) was een Franse dichter, dief en landloper. Villon is de beroemdste dichter uit het Frankrijk van de late middeleeuwen. Hij was de schrijver van onder andere Ballade des pendus, De ballade der gehangenen.

## Biografie
De werkelijke naam van Villon was François de Montcorbier, maar ook de naam François de Loges wordt in documenten, gerelateerd aan Villon genoemd. Zelf gebruikte hij uitsluitend de naam Villon, die hij van zijn voogd, Guillaume de Villon, had aangenomen. Laatstgenoemde nam de jonge François in huis, na het overlijden van zijn vader. Zijn analfabete moeder leefde echter nog toen Villon de dertig reeds gepasseerd was. Guillaume de Villon was kapelaan van Saint-Benoit-le-Bestourne, een kerk in het Quartier Latin in Parijs, en tevens docent canoniek recht. François Villon studeerde aan de faculteit der artes liberales, aan de Universiteit van Parijs. Hij rondde zijn studie in 1452 af, en werd vervolgens waarschijnlijk klerk op een notariskantoor.
In 1455 ontvluchtte Villon Parijs, nadat hij op het amoureuze pad een concurrent had verwond, een priester, die de volgende dag stierf. Villon kreeg gratie en mocht terugkomen. Eind 1456, na het plegen van een inbraak in het College van Navarra, verliet hij Parijs opnieuw.
Rond 1460 was hij in dienst van Charles d'Orléans. Hij kwam, wegens een diefstal uit de kathedraal, in de kerker van het bisschoppelijk paleis in Meung-sur-Loire terecht. Koning Lodewijk XI verleende hem echter gratie. In 1462 was hij terug in Parijs, maar na allerlei verwikkelingen werd hij uit de stad verbannen.
De bekendste werken van Villon zijn voornamelijk autobiografisch. Hij schreef Testaments en Ballade des pendus mogelijk in de gevangenis. Zijn dichtregel
Mais où sont les neiges d'antan?— Villon in Ballade des Dames du temps jadis
 wordt nog veel als citaat gebruikt om weemoed mee aan te duiden, bijvoorbeeld in de roman Eva (1927) van Carry van Bruggen, maar ook in de opera van Richard Strauss, Der Rosenkavalier (1911).
In 1462 schreef Villon in de cel zijn eigen grafschrift, in de vorm van een kwatrijn, toen de doodstraf (die uiteindelijk werd omgezet in verbanning) hem boven het hoofd hing:
| Je suis Françoys, dont il me poise Né de Paris emprès Pontoise, Et de la corde d'une toise Sçaura mon col que mon cul poise. |

Nederlandse vertaling:
| Ik ben François, wat me bedrukt, Geboren in Parijs bij Pontoise, En door het touw van een el lang zal mijn hals weten wat mijn achterste weegt. |

Zijn gedichten worden nog steeds, al dan niet vertaald, ten gehore gebracht. In 1965 ontving Ernst van Altena de Martinus Nijhoff Vertaalprijs voor zijn vertaling van het complete werk van Villon.

## Uitgaven in Nederland
- (fr)  Œuvres de François Villon. Le lais, le testament et ses ballades. 's-Gravenhage, Kunera Pers, 1926 [gedrukt door Jean François van Royen].
- (fr)  Les oeuvres de Françoys Villon. Les lais. Le testament. Poésies diverses. Le jargon. Maestricht, The Halcyon Press, 1929 [gedrukt door A.A.M. Stols].
- (fr)  Les oeuvres de Françoys Villon. Les lais. Le testament. Poésies diverses. Le jargon. Amsterdam, 1945 [gedrukt door A.A. Balkema].

### Vertalingen
- K.J.A. Janson, vertaald en ingeleid: François Villon, Het testament van Villon. Amsterdam, 1945
- Bert Decorte, vertaler: Balladen van Villon. Amsterdam, 1948
- Ernst van Altena, vertaler: Ik ben François wiens naam zo bont is. Balladen van François Villon. Tricht, 1986.
- Wim De Cock, vertaler en illustrator: Françoys Villon. 1431 - 1463..... Leuven, 1998.
- Ernst van Altena, Gedichten. [Doesburg], 2016.
- Paul Claes, vertaler: Ballade van de gehangenen. Vijf liedjes van een vagebond. Woubrugge: Avalon Press 2025.

### Studies
- (fr)  P. Champion. François Villon, sa vie et son temps, 1933. Parijs, 2 delen
- (fr)  I. Siciliano. François Villon et les thèmes poétiques du moyen âge, 1934.
- P.M. Maas. François Villon: rover, moordenaar en dichter, 1961. Utrecht en Antwerpen
- (fr)  J. Dufournet. Recherches sur le Testament de François Villon, 1971-1973. Parijs, 2 delen
- (fr)  J. Dufournet. Nouvelles recherches sur Villon, 1980. Parijs
- (fr)  J. Dufournet. Dernières recherches sur Villon, 2008. Parijs
- (fr)  J. Favier: François Villon, 1982. Parijs
- (fr)  J. Koopmans en P. Verhuyck. Sermon joyeux et Truanderie, Villon-Nemo-Ulespiègle, 1987. Amsterdam
- (fr)  Paul Verhuyck. Villon et les neiges d'antan, 1993.

ter ere van 500 jaar druk van het Testament van Villon, onder redactie van J Dérens, J Dufournet en M Freeman, Parijs
- (en)  M. Freeman en H.J.M. Taylor. Villon at Oxford, The Drama of the Text, 1999. Amsterdam en Atlanta